# Yesterday's Hero
Pour plus de détails, voir Fiche technique et Distribution.
Yesterday's Hero est un film britannico-australien réalisé par Neil Leifer (en) sorti en 1979. Les images de match de football sont notamment tirées du match Southampton-Nottingham Forest en finale de la Coupe de la Ligue anglaise.

## Synopsis
Rod Turner fait son retour en signant deux lors de la finale de la Coupe.

## Fiche technique
- Réalisation : Neil Leifer
- Scénario : Jackie Collins
- Production : Cinema Seven Productions (Elliott Kastner, Oscar Lerman, Ken Regan)
- Durée : 95 minutes

## Distribution
- Ian McShane : Rod Turner
- Suzanne Somers : Cloudy Martin
- Adam Faith : Jake Marsh
- Paul Nicholas : Clint Simon
- Sam Kydd : Sam Turner
- Glynis Barber : Susan
- Trevor Thomas : Speed
- Sandy Ratcliff : Rita